# Darmstadt-Kranichstein

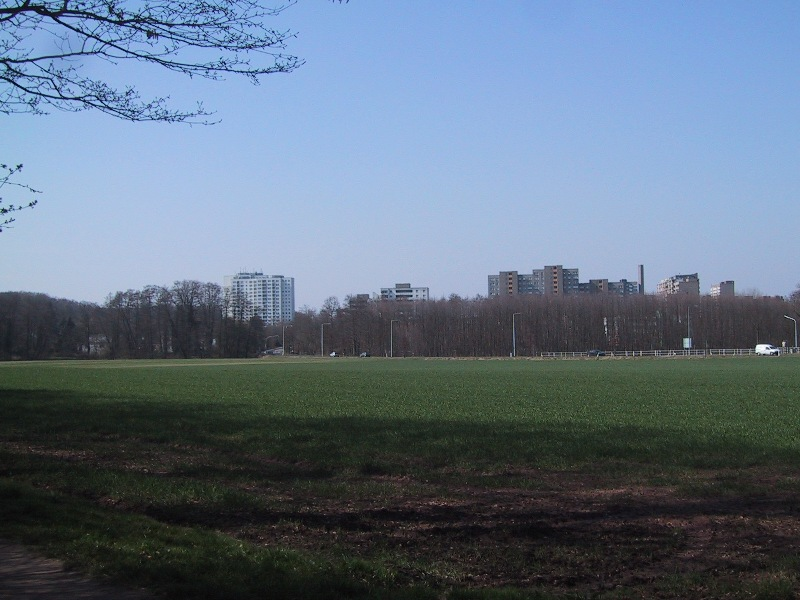
Kranichstein (2008)

Kranichstein (im lokalen Dialekt: Kranischschdaa) ist ein Stadtteil der Stadt Darmstadt.
Der ab den 1960er Jahren durch den großflächigen Bau von Wohnsiedlungen entstandene Teil Kranichsteins galt anfangs durch seine räumliche Abgrenzung zur Kernstadt als so genannte Trabantenstadt. Heute ist dieser städtebauliche Charakter durch ein zunehmendes Zusammenwachsen mit den Stadtteilen Arheilgen und Komponistenviertel nicht mehr so markant wie in der Frühphase Neu-Kranichsteins. Das Erscheinungsbild wurde anfangs maßgeblich von Wohnhochhäusern bestimmt. Inzwischen ist Kranichstein jedoch von vielen verschiedenen Architekturstilen geprägt, neben Hochhäusern vor allem von Bungalowsiedlungen, Einfamilienhäusern sowie Wohn- und Neubaugebieten mit modellhaften Baukomplexen und Reihenhäusern in Niedrigenergie- bzw. Passivhausbauweise.

## Geographische Lage
Kranichstein liegt im Nordosten Darmstadts. Es grenzt im Norden an Darmstadt-Wixhausen, im Südosten an Darmstadt-Ost, im Südwesten an Darmstadt-Nord und im Westen an Darmstadt-Arheilgen. Östlich liegen die ausgedehnten Waldgebiete des Darmstädter Oberwalds.

## Geschichte
Die vorzeitliche Geschichte ist durch die enge geographische Lage zu Arheilgen sicherlich als die gleiche anzusehen.

### Mittelalter
Am 6. Mai 1399 erschien die erste Erwähnung des Einsiedel-Rod am Messeler Weg, das später nach seinem Besitzer Henne Cranich zu Dirmstein Kranich-Rod oder Kranich-Rotth, abgeleitet von einer Rodung, genannt wurde.

### Neuzeit
Im Mai 1968 wurde das für Darmstadt relativ große Städtebauprojekt „Neu-Kranichstein“ begonnen; die Entwürfe stammten von Ernst May. Der Entwurf sah eine Stadterweiterung für 18.000 Bewohner in Form eines Waldsatelliten vor. Von den geplanten vier Bauabschnitten wurde zunächst nur der kleinste realisiert. Infolge der Wirtschaftskrise sank die Nachfrage nach Wohnungen, so dass das auf Wachstum angelegte Konzept nicht weiter verfolgt wurde.  Namensgeber ist das nahegelegene Jagdschloss, die ehemalige Sommerresidenz der Darmstädter Landgrafen und Großherzöge. Zu der Gesamtplanung gehörte von Beginn an die Anlage des Bürgerparks mit künstlichen Hügeln und mehreren Teichen, die in den ehemaligen Tongruben angelegt wurden, sowie des Brentanosees.
Bis in die 1980er Jahre galt der neue, künstlich entstandene Stadtteil aufgrund seiner Hochhäuser und recht einseitigen sozialen Schichtung als sozialer Brennpunkt und damit als Fehlschlag (ähnlich einer kleineren Hochhaus-Siedlung in Darmstadt-Eberstadt). Diese Einschätzung berücksichtigte nicht, dass beidseits der damals zentral gelegenen Bartningstraße sämtliche Hochhauswohnungen an Angestellte und Beamte von Darmstädter Staatsunternehmen (z. B. Bundespost, Telekom, Deutsche Bahn) vermietet waren.
Durch zahlreiche städtebauliche Veränderungen und neue Baugebiete für verschiedene Siedlungsformen ist Kranichstein heute ein gut durchmischter und multikultureller Stadtteil mit breit gefächerter Sozialstruktur, der eine Sprachen- und Kulturvielfalt besitzt, die kaum ein anderer Teil Darmstadts aufzuweisen hat: Rund 20 % der 10000 Einwohner haben eine ausländische Herkunft, was dazu führt, dass in Kranichstein Menschen aus mehr als achtzig Nationen leben.
Die prekäre wirtschaftliche Situation besonders ausländischer Bewohner bildet den Nährboden für gesellschaftliche Probleme; diese werden jedoch in vielfältigen Initiativen angegangen. Durch die Aufnahme in das Förderprogramm „Soziale Stadt“ entstanden zahlreiche Projekte zur Verbesserung des Lebensumfeldes, in deren Entwicklung und Realisierung die Bewohner einbezogen wurden. So hat sich Kranichstein allmählich zu einem lebendigen, urbanen Stadtteil entwickelt. Er verfügt über eine Stadtteilbibliothek, vier Kindergärten, einen Waldkindergarten, zwei Kindertagesstätten und einen Kinderhort. Die Erich-Kästner-Schule fungiert seit 1996 als integrierte Gesamtschule.

## Verkehr
Kranichstein ist durch die Linien 4 und 5 der Straßenbahn Darmstadt an die Darmstädter Innenstadt angeschlossen. Zusätzlich besteht mit der Linie H eine Busverbindung. Von der Haltestelle Bahnhof Kranichstein fahren Nahverkehrszüge über Dieburg nach Aschaffenburg und über den Nordbahnhof zum Darmstädter Hauptbahnhof und von dort nach Wiesbaden und Mainz (Regionalbahn-Linie 75).
Weitere Informationen im Artikel Nahverkehr in Darmstadt

## Bäche
- Ruthsenbach
- Silz

## Teiche
- Backhausteich
- Brentano-See
- Dianateich
- Erich-Kästner-See
- Geschwendtteich
- Heiligenteich
- Hirtenteich
- Landgrafenteich
- Steinbrücker Teich

## Sehenswürdigkeiten
- Eichengalerie
- Eisenbahnmuseum Darmstadt-Kranichstein
- Fasanerie
- Forsthaus Kranichstein
- Jagdschloss Kranichstein
- Oberwaldhaus
- Philippuskirche
- St. Jakobus
- Wildpark Kranichstein

Siehe auch: Liste der Kulturdenkmäler in Kranichstein

## Schutzgebiete
- Kranichsteiner Wald mit Hegbachaue, Mörsbacher Grund und Silzwiesen

## Schulen
- Freie Comenius Schule
- Erich-Kästner-Schule

## Kranichsteiner Musikpreis
In Kranichstein wird seit 1952 regelmäßig der Kranichsteiner Musikpreis vergeben, der im unmittelbaren Zusammenhang mit den Internationalen Ferienkursen für Neue Musik Darmstadt steht.

## Regelmäßige Veranstaltungen
- Juni: Kranichsteiner Stadtteilfest Bunte Wiese[7]
- Ende August: Figurentheatertage Darmstadt[8]
- November/Dezember: Weihnachtsmarkt[9]

## Bildergalerie

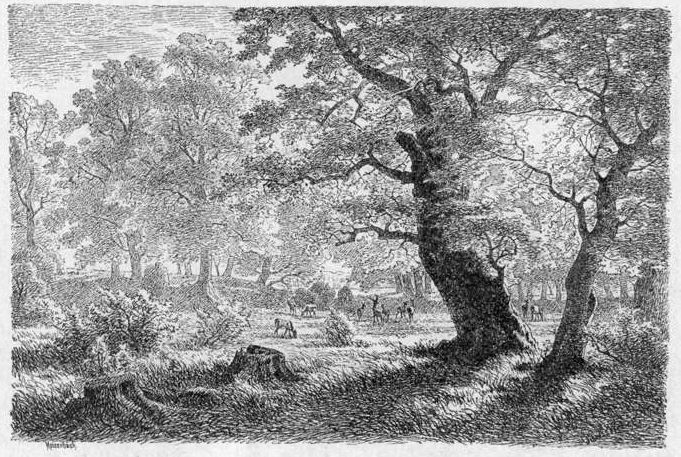
Wildpark Kranichstein (1883)
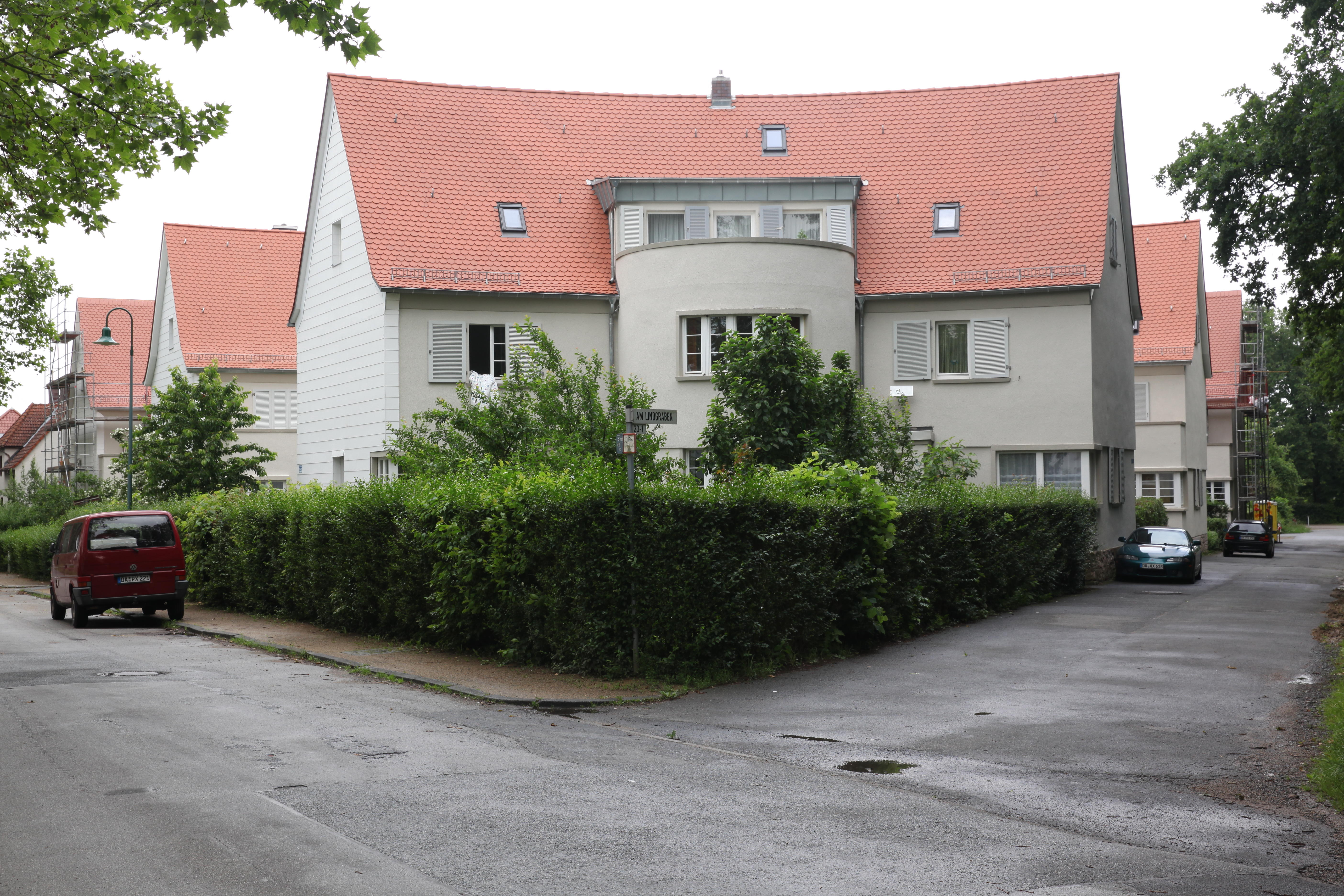
Reihenhaussiedlung (2015)
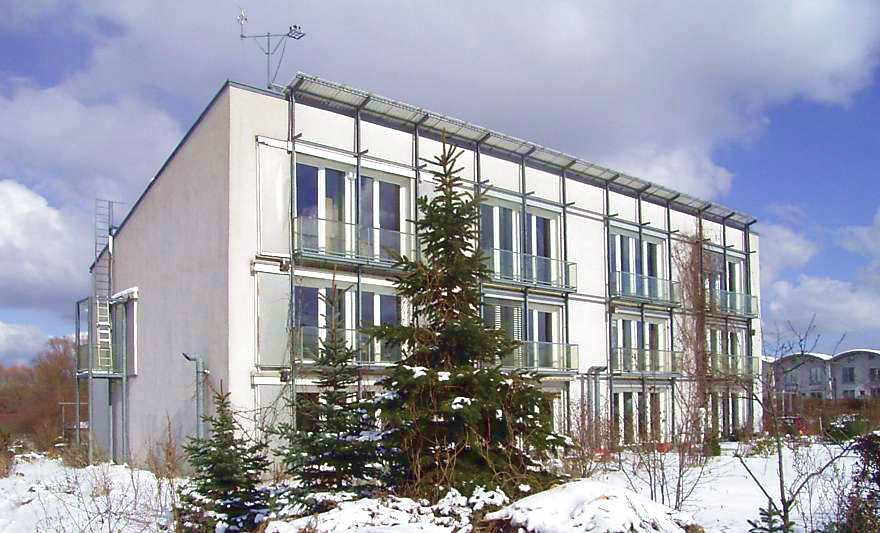
Passivhaus (2005)
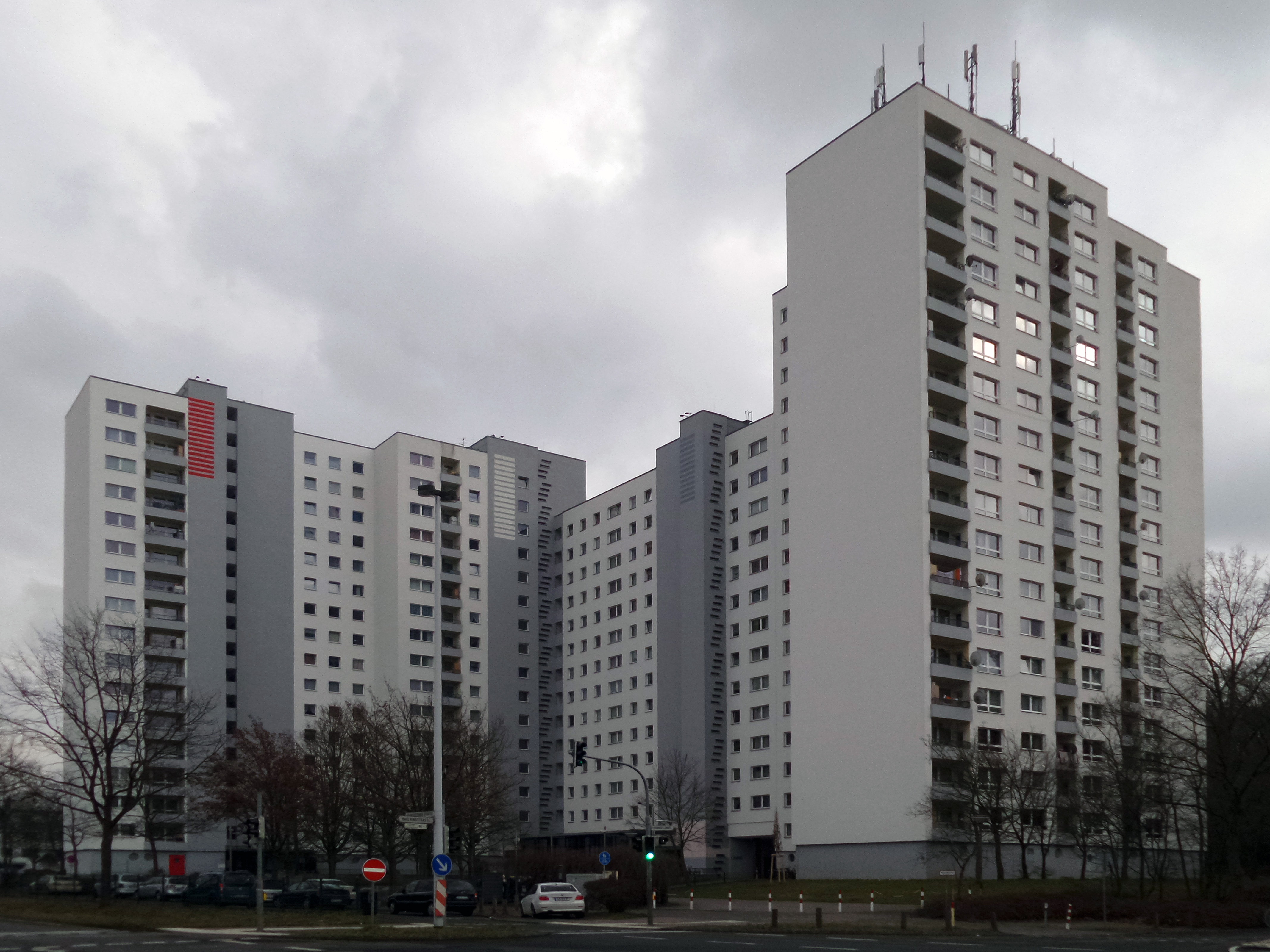
Hochhaus „Solitär“ (2015)
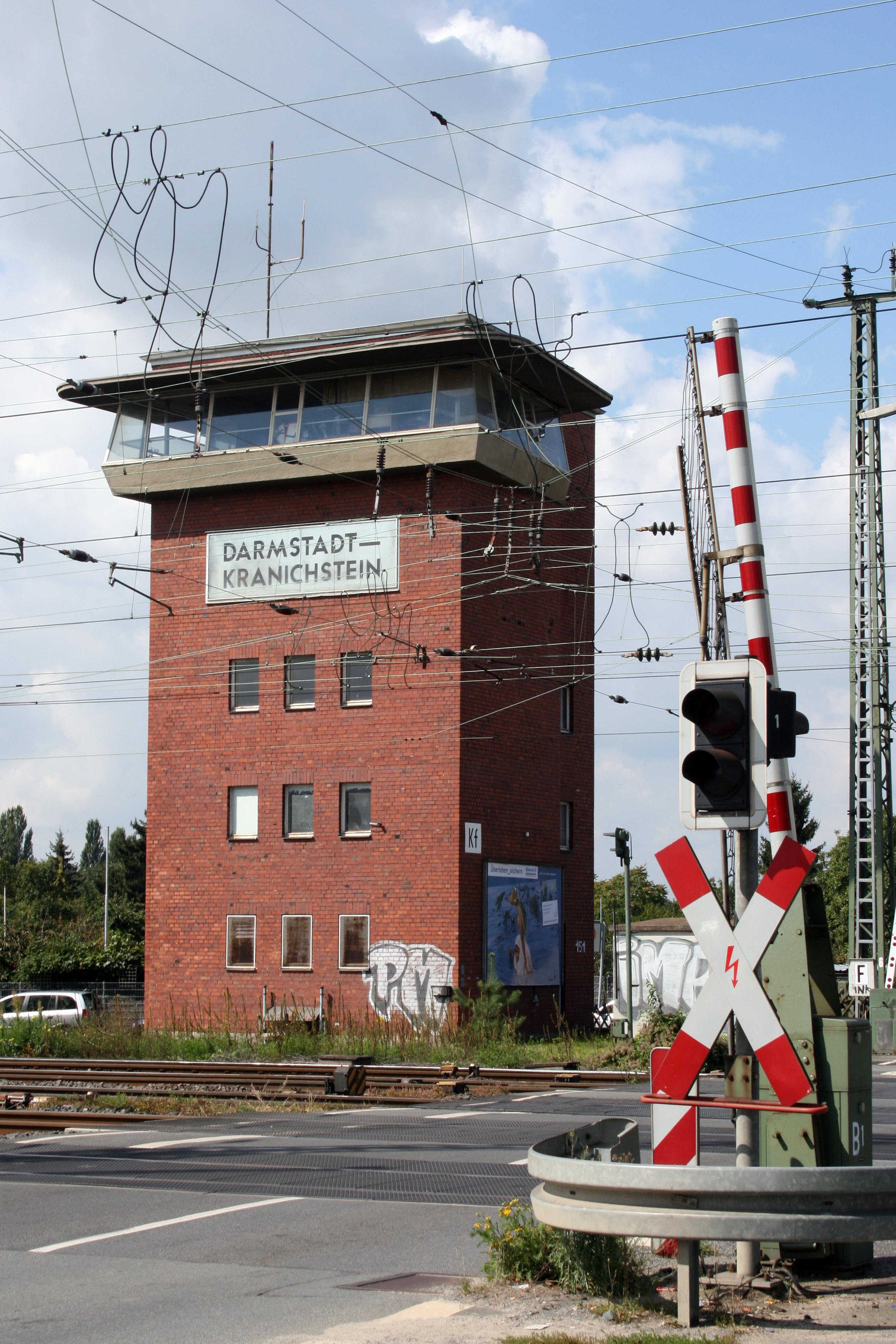
Stellwerk (2010)

## Persönlichkeiten
In Kranichstein geboren
- Ludwig Schneider (1750–1826), sächsischer Landrentmeister
- Ferdinand Marx (1827–1898), Turner und Turnlehrer